# 防潮林
防潮林（ぼうちょうりん）は、海岸において津波、高潮、潮風などを防止を目的として造成または維持管理されている森林。

## 保安林、防砂林
日本の防潮林のほとんどは森林法に基づく保安林（潮害防備保安林及び飛砂防備保安林）に指定されており、治山事業等により持続的な管理がなされている。なお、神奈川県藤沢市から平塚市にかけた湘南海岸など一部の海岸では、砂防法に基づく砂防指定地（砂防林）として管理されている例もある。

### 効果
- インド洋大津波では、防潮林周辺地域への被害が少なかった。
- 東日本大震災の津波では、新日本製鉄釜石製鉄所のイヌグスの防潮林周辺などで被害が小さかった。

### 樹種
- クロマツ、アカマツ、ゴヨウマツ、カイヅカイブキ、イヌマキ、ウバメガシ、アカガシ、ネズ、マサキなど塩害に強い常緑樹が適す。
  - 植生にあったものを選ぶと良く、針葉樹より広葉樹（照葉樹、硬葉樹）の方が強い傾向にあるという。